# Oxytropis staintoniana
Oxytropis staintoniana är en ärtväxtart som beskrevs av Syed Irtifaq Ali. Oxytropis staintoniana ingår i släktet klovedlar, och familjen ärtväxter. Inga underarter finns listade i Catalogue of Life.